# Iglesia de San Francisco (Tegucigalpa)
La Iglesia de San Francisco es la construcción religiosa más antigua de la ciudad de Tegucigalpa capital de la república de Honduras. No confundir con el Cuartel San Francisco el cual está aledaño, pero no forma parte de su construcción inicial.
La Iglesia fue erigida por los miembros misioneros de la Orden Franciscana que se encontraban evangelizando en el sitio de Real de Minas de Tegucigalpa, en el siglo XVI punto de partida de edificación de la Iglesia hasta ser concluida en 1590. 
En 1735 la iglesia fue reconstruida a orden del obispo fray Antonio Guadalupe López Portillo.

## Acabados interiores
Seguidamente don Diego de Aguileta y Peralta en 1665 mando construir -de sus propios bienes- el retablo de talla y acabado dorado para la imagen del Cristo crucificado de la Cofradía. El otro retablo de estilo barroco y rococó es una obra de la Escuela de Talla guatemalteca del maestro Vicente Gálvez realizada en el siglo XVII. En el siguiente siglo (XVIII) se terminaron de instalar los otros retablos también de estilo barroco y las columnas salomónicas.         

### Imaginería y pinturas
La iglesia cuenta con una buena parte de arte religioso de los siglos XVI y XVIII, de los que se pueden destacar, se encuentran las pinturas de Zepeda y Villafranca.
- Imagen de San Juan (objeto de hurto)
- Imagen de Cristo de la Misericordia,
- Imagen del Señor de Esquipulas,
- Imagen de Jesús Nazareno,
- Imagen de San Francisco de Asís, (Patrón de la orden y advocación de la iglesia)
- Imagen de Santa Teresa de Jesús,
- Imagen de la Inmaculada Concepción de María.
- Cuadro Virgen de Guadalupe.